# Angel Love Online
Angel Love Online（エンジェルラブオンライン）は台湾のゲーム会社UserJoy Technology（宇峻科技）が開発したオンラインゲーム。MMORPGに分類される、2D方式のRPG。日本ではキューエンタテインメントが運営していたが2015年5月1日をもってUSERJOY JAPANに移管されている。
プロデューサーは森健志。
アイテム課金制で、月額料金無料。
PLAYSTATION 3版は、2008年9月25日からPLAYSTATION Storeから無料でダウンロードできる様になった。

## 概要
フル2Dで描かれた可愛らしいグラフィックスが特徴のライト層向けMMORPG。

## ストーリー
昔、天界と人間界には境界が無く、天使と人間達が仲良く平和に暮らしていた。ある日、大天使長・ルシファーは、1人の人間の少女に恋をする。しかし、その少女には天使の恋人がおり、これを知ったルシファーは、嫉妬のあまり少女と天使を夜空の星と朝露に変え、永遠に会えない様にしてしまった。そして、神からの罰を予見したルシファーは、自らの軍勢を率いて神に戦争を企てるが、それを知った神は、ルシファーとその軍勢を地獄の底に封じた。これを機に神は人間界と天界を分け、天使が人間界に降りる事を禁じた。その一方で、ルシファーは地獄で力を拡大して、悪魔学園を設立。神やエデンに復讐する為の十分な力をつけていった。
そして、現在。天界にあるエンジェル学園では、「エデン浄化計画」が始動された。エデンや人間界が邪悪な意志によって、混沌が蔓延る様になったからだ。これを機に生徒達はエデンに降りて、人々を救済する事になったのだが……。

## ゲームシステム

### サーバー
統合前
- ゼウス
- ポセイドン - 2007年1月追加
- アルテミス - 2007年12月追加
- エロース　-2008年8月追加
- イリス　-2008年10月追加
- アテナ  -2009年2月追加
- ユニコーン(ハンゲーム専用サーバー)  -

統合後・3月25日現在
- オリオン
- アテナ
- アポロン　(エロース＋イリス)
- ゼウス
- ヘルメス　(ポセイドン＋アルテミス)
- ユニコーン

### 職業
以下の職業のプレイヤーを持つことができる。各職業にはそれに特化した技法スキルが装備されている。
最初から選べるのは以下の15種だが、技法を入れ替えることによって以下にはない職業に就くこともできる。
- 神聖導士
- 暗黒導士
- 精霊導士
- 自然導士
- 重甲戦士
- 戦斧戦士
- 刀剣戦士
- 槍戟戦士
- 射撃士
- 忍者
- 武器匠
- 防具匠
- 裁縫師
- 工芸師
- 調理師

### 技法
以下の技法を入れ替えることによって、それぞれの職業にすることが出来る。
また、技法毎にレベルが設定されておりそれぞれの対応する技法のスキルを使用すると経験値を得られ、レベルが上がる。
採集技法（機装・機動技法以外）と製造技法は、ベースレベル+10まで上げることが出来る。
組み合わせられる技法は6つまでで必ず魔装・重装・軽装のどれかを入れなければならない。
入れ替えるには、ベースレベル21以上の場合のみ課金アイテムが必要になる。
- 魔法系
  - 神聖技法
  - 暗黒技法
  - 精霊技法
  - 大地技法
  - 詠唱技法
  - 瞑想技法
  - 魔導技法
  - 法杖技法
  - 魔装技法
- 戦闘系
  - 剣術技法
  - 戦斧技法
  - 槍術技法
  - 忍者技法
  - 強身技法
  - 格闘技法
  - 盾技法
  - 集気技法
  - 功速技法
  - 幻化技法
  - 奇襲技法
  - 重装技法
- 投射系
  - 射撃技法
  - 狙撃技法
  - 鷹眼技法
  - 軽装技法
- 採集系
  - 採集技法
  - 釣魚技法
  - 採掘技法
  - 代採技法
  - 機装技法
  - 機動技法
- 製造系
  - 武道技法
  - 防造技法
  - 裁縫技法
  - 工芸技法
  - 調理技法

### 階級
クエスト遂行の報酬、もしくは生産職の発注品を届ける事によって得られる功績値が必要量溜まる事で階級が上がる。
階級1から階級20まであり階級3からは、階級に応じた割引価格でNPCからアイテムを購入できる。※ただし素材商人NPCは割引対象外の模様

### 結婚
結婚するには専用のクエストを双方が完了し、特別なアイテムを入手しないとすることができない。
また課金無しの場合だと外で、課金アイテムがあると教会内で挙式をすることが出来る。
結婚後は、新郎がサーバーを越えて新婦の元に(一時間に一回)駆けつけることができるアイテムがもらえる。
運営によるウェディングサポートがあり、応募者から抽選で決められて月一回のみ行われる。
尚、離婚に至っては、同マップ内のＮＰＣに、課金アイテムの離婚申請書を持って話しかければできる。

### 福引システム
モンスターを倒す、もしくは天使の種を収穫すると「エンジェルチケット」というアイテムが入手でき、このアイテムを10枚集めて専用NPC「福引抽選係」に持って行くと1回福引を行うことができる。
福引には特賞から10等まであり、福引でしか入手できないアイテムもある。

### カード収集システム
ゲーム内のクエストや、モンスター、アイテム、NPCなどが描かれた「カード」を様々な条件を満たすことにより、ゲーム内で手に入れることができる。
カードをコレクションするだけではなく、特定のカードセットを集めることにより、ゲーム内の奨励品などと交換することができる。
入手するには、モンスター撃破時に稀に手に入るものや特定のクエストをクリアすることにより入手できるものなど様々な方法がある。

## エンブレムウォー

### 基本ルール
エンブレムウォーは対象マップに存在するシンボルを巡ってのギルド間の攻防で、マップの支配権を持つギルドは開催時間内にシンボルを破壊されないよう防衛、マップ侵攻ギルドは時間内にシンボルを破壊することを目的とする。 
エンブレムウォー終了時にシンボルを所持しているギルドが勝利ギルドとなる。
開催時間内、対象マップ内はPVP（Player Vs Player）モードへ切り替わり、プレイヤー同士の戦闘が可能となる。
尚、同所属国のプレイヤーとは戦えない。
この戦いに勝利したギルドは特典として秘境への入場ができるようになり、1日に1回アイテムをもらうことができるようになる。

### 開催日
毎週火曜日、土曜日20:00～22:00（チャンネル1）にて行われていた。
その後仕様変更により、曜日・チャンネルは変わらず、時間が変更された。

### KOシステム
プレイヤーを倒すことによってKO数・功績値・ギルドへの貢献度が上がる。
また、相手とのレベル・階級の差により手に入る功績値・ギルドへの貢献度が変化する。

## コロシアム
Lv60以上の天使達を対象とした個人戦で、レベルに応じたクラスに分かれ競いあう。勝者には、勝者に相応しい「強力な装備品」を得ることができる。※非常に強力な装備のため使用時間期限がある。

### 参加方法
キャラクターレベル60以上なら誰でも参加可能で、職業・ギルドなどの制限はない。
LV毎に参加費用を払わなければならない。
＊2008年6月19日(木)の定期メンテナンス以降より、1位～10位入賞者は翌週の「コロシアム」に参加できず、毎週連続しての参加は行えなくなる。

### 開催日
毎週月曜日と水曜日の20:00～21:00と21:30～22:30の二回に分けて行われる。
尚時間帯によって参加できるLVが異なっている。

### 観戦
開戦15分前に、NPCへ観戦の申込みができ、観戦を申し込むと、戦場へ転送される。コロシアムに参加しているプレイヤーは観戦者を見ることができない。また、観戦者は他のプレイヤーを攻撃することが出来ないうえ、チャットもできない。

## 関連情報
- 2007年10月2日、フルハイビジョン（1080p）画質のプロモーションビデオがPLAYSTATION Storeにて配信された。